# Essunga distrikt
Essunga distrikt är ett distrikt i Essunga kommun och Västra Götalands län. 
Distriktet ligger i och söder om Nossebro. 

## Tidigare administrativ tillhörighet
Distriktet inrättades 2016 och utgörs av socknen Essunga i Essunga kommun
Området motsvarar den omfattning Essunga församling hade vid årsskiftet 1999/2000.